# Oldřich Nejedlý
Oldřich Nejedlý (ur. 26 grudnia 1909 w Žebráku, zm. 11 czerwca 1990 w Rakovníku) – czechosłowacki piłkarz narodowości czeskiej występujący na pozycji napastnika, reprezentant Czechosłowacji w latach 1931–1939.

## Kariera klubowa
W trakcie swojej kariery był zawodnikiem Sparty Praga oraz SK Rakovník. W Sparcie grał w latach 1931–1941 i wywalczył 4 tytuły mistrza Czechosłowacji oraz Puchar Mitropa, a w Rakovníku w latach 1941–1950. Znany był pod pseudonimem boiskowym Olda.

## Kariera reprezentacyjna
Reprezentant Czechosłowacji od 1932, wystąpił w niej 44 razy, strzelając 29 goli.
Na mundialu we Włoszech w 1934 zdobył pięć bramek, co dało mu tytuł króla strzelców rozgrywek. Fakt ten został ustalony przez FIFA dopiero w 2006 roku po analizach strzelców bramek w półfinałowym meczu pomiędzy reprezentacjami Czechosłowacji i Niemiec. Pomimo tego historyk futbolu Andrzej Gowarzewski w swojej książce nadal uważa, że strzelcem drugiej bramki dla reprezentacji Czechosłowacji w tym meczu był Rudolf Krčil, tak więc Nejedlý w turnieju zdobył jedynie cztery bramki i został królem strzelców ex aequo z Edmundem Conenem i Angelo Schiavio.
Nejedlý brał udział jeszcze w mistrzostwach świata w 1938, gdzie zdobył dwie bramki.

## Kariera trenerska
W 1954 roku był w składzie sztabu szkoleniowego reprezentacji Czechosłowacji.

## Sukcesy

### Zespołowe
Sparta Praga
- mistrzostwo Czechosłowacji: 1931/32, 1935/36, 1937/1938, 1938/1939
- Puchar Mitropa: 1935

### Indywidualne
- król strzelców mistrzostw świata: 1934